# Marc-Pierre de Voyer de Paulmy d'Argenson

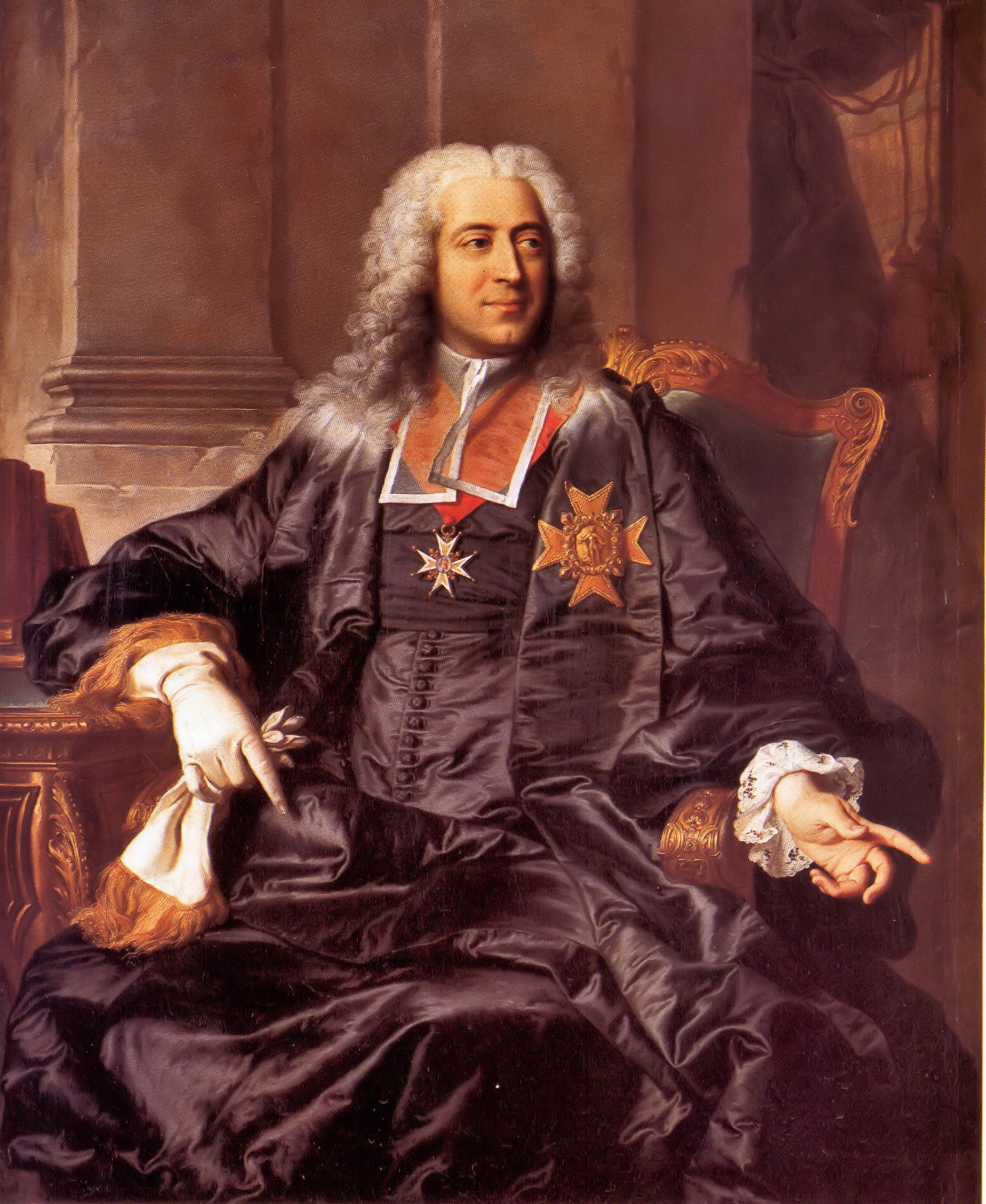
Marc-Pierre d'Argenson.

Marc-Pierre de Voyer de Paulmy d'Argenson, född 16 augusti 1696, död 22 augusti 1764, var en fransk greve och statsman. Han var son till Marc-René de Voyer de Paulmy d'Argenson den äldre och bror till René Louis de Voyer de Paulmy d'Argenson.

## Biografi
D'Argenson utnämndes 1743 till krigsminister, sedan motgångarna börjat under österrikiska tronföljdskriget. Han strävade efter att införa bättre disciplin och reoganisera hären och lyckades i viss mån med detta. Han förlade även kriget till Österrikiska Nederländerna, där fransmännen vann flera segrar. År 1751 grundade han militärskolan i Paris. Då hatet mot Ludvig XV tagit sig uttryck i Damiens mordförsök, försökte d'Argenson förmå kungen att avlägsna Madame de Pompadour från hovet men blev, då kungen tillfrisknat och favoritens ställning åter stadgats, själv avskedad och förvisad till sina gods. D'Argenson var intresserad av upplysningen och vän till bland annat Voltaire, som av honom fått mycket material till sitt arbete Siécle de Louis XIV, samt även med Jean le Rond d'Alembert som tillägnade honom första delen av den stora encyklopedien.